# 仙桃院
仙桃院（1524年或1528年—1609年3月20日），一作仙洞院，是日本戰國時代至江戶時代初期的女性。父親是越後國戰國大名長尾為景。母親是天甫喜清（上條上杉氏）。上杉景勝的母親。上杉謙信的姐姐（同母異父，另一說為同父異母）。本名是綾。

## 生平
在大永4年（1524年）（一說享祿元年（1528年））出生。嫁予上田長尾氏的長尾政景為正室，婚約成立時期是在天文6年（1537年）間。誕下2男2女，長男義景在10歲時死去，次男景勝成為弟弟謙信的養子，並成為繼承人。而根據江戶時代的軍記物記載，長女嫁予畠山義春，而次女（清圓院）嫁予上杉景虎，不過經過近代研究，應是長女是上杉景虎正室，次女是畠山義春正室。
永祿7年（1564年），在夫君政景於坂戶城附近的野尻池溺死後，被謙信邀請並移住至春日山城。天正6年（1578年），在謙信死後，上杉氏爆發御家騷動（御館之亂），此時跟隨上杉景虎離開春日山城，與景虎的正室（即長女）在御館守城，不過在戰後返回春日山城。此後受景勝庇護，在上杉氏於慶長3年（1598年）移封至會津和慶長6年（1601年）移封至米澤時亦随行。在慶長14年（1609年）死去。墓所在米澤市的林泉寺。法名是仙洞院殿知三道早首座。

## 人物
- 因為出力建立林泉寺，被稱為林泉寺中興開基。

- 根據林泉寺留下的過去帳，名字並不是仙桃院，而是仙洞院（在當時，洞的意思多數是「家族」和「屋形」等），仙桃院的名字只在『北越軍談（日语：北越軍談）』中出現，因此學界認為仙洞院才是正確。

- 一說曾推薦直江兼續為景勝的近習。

## 登場作品
電視劇
- 天與地（1969年，NHK大河劇 ，綾：上月晃）
- 武田信玄（1991年，TBS大型時代劇特別篇，仙桃院：十朱幸代）
- 風林火山（2007年，NHK大河劇，桃：西田尚美）
- 天地人（2009年，NHK大河劇，桃→仙桃院：高島礼子）

電子遊戲
- 戰國無雙&無雙OROCHI系列（KOEI，配音：庄司宇芽香（綾御前））
- 戰國大戰（日语：戦国大戦）（SEGA，配音：古川小百合（綾姬）、土谷麻貴（仙桃院））